# Agostino Tassi

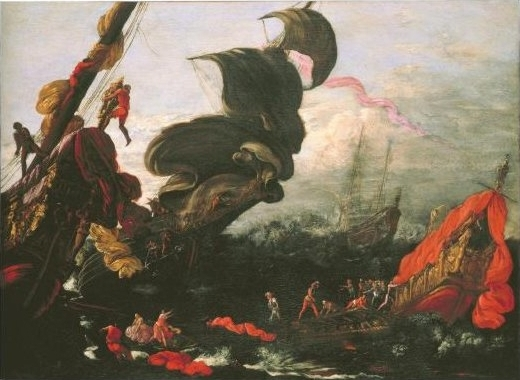
A Frota de Eneias

Agostino Tassi (Perugia, 1578 – Roma, 1644) foi um pintor italiano, principalmente de paisagens, que é mais conhecido como sendo o estuprador de Artemisia Gentileschi.
Tassi talvez tenha trabalhado por um tempo em Livorno, como também em Florença. Entre seus alunos em Livorno possivelmente estava Pietro Ciafferi. Também foi professor de  Claude Lorrain e aluno de Paul Bril, de quem se originam suas paisagens marítimas. Mais tarde trabalhou em Roma com Orazio Gentileschi, influenciando Leonaert Bramer.
Em 1612, Tassi foi condenado pelo estupro de Artemisia Gentileschi, pintora talentosa filha de Orazio Gentileschi. No julgamento que durou sete meses, descobriu-se que Tassi tinha sido anteriormente acusado de estuprar suas cunhadas, planejar a morte de uma de suas esposas e o roubo de obras de Orazio. Foi preso dois anos e, mais tarde, o veredito foi anulado e foi posto em liberdade em 1613.
No filme Artemisia, de 1997, dirigido por Agnès Merlet e estrelado Valentina Cervi, o papel de Tassi foi do ator sérvio Miki Manojlovic.

## Ligações Externas
- Orazio and Artemisia Gentileschi, um catálogo completamente digital do Metropolitan Museum of Art Libraries
- Agostino Tassi (obras)